# أندريا تمسفاري
أندريا تمسفاري (بالمجرية: Temesvári Andrea) مواليد 26 أبريل 1966 في بودابست، هي لاعبة كرة مضرب مجرية سابقة بدأت مسيرتها كمحترفة سنة 1981 وكانت تلعب باليد اليمنى، اعتزلت اللعب في 1997. كما أنها إحدى بطلات الجراند سلام. أعلى تصنيف لها في الفردي كان المركز الـ 7 في سنة 1984. سبق أن شاركت في دورة الألعاب الأولمبية الصيفية. فازت بجائزة أفضل لاعبة متحسنة من قبل رابطة محترفات التنس.

## بطولات حققتها
- دورة رولان غاروس الدولية

## النهائيات

### نهائيات البطولات الكبرى

#### الزوجي: 1 (الألقاب 1, الوصافة 0)
| الحصيلة | السنة | البطولة        | الأرضية | الشريك              | المنافس                      | النتيجة  |
| ------- | ----- | -------------- | ------- | ------------------- | ---------------------------- | -------- |
| الفوز   | 1986  | فرنسا المفتوحة | ترابية  | مارتينا نافراتيلوفا | شتيفي غراف غابرييلا ساباتيني | 6–1, 6–2 |

## روابط خارجية
- أندريا تمسفاري على موقع رابطة محترفات التنس (الإنجليزية)
- أندريا تمسفاري على موقع الاتحاد الدولي لكرة المضرب (الإنجليزية)
- أندريا تمسفاري على موقع كأس بيلي جين كينغ (الإنجليزية)
- أندريا تمسفاري على موقع خلاصة التنس.كوم (الإنجليزية)
- أندريا تمسفاري على موقع إي إس بي إن.كوم (الإنجليزية)
- أندريا تمسفاري على موقع اللجنة الأولمبية الدولية (الإنجليزية)
- أندريا تمسفاري على موقع أوليمبيديا (الإنجليزية)